# Antoon Losson

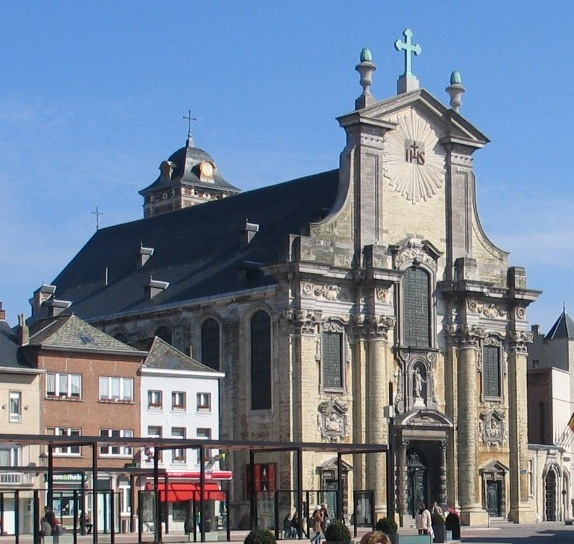
De kerk ontworpen door Losson

Antoon Losson (1612-1678) was een jezuïet en amateur-architect die voor zijn sociëteit de barokke Franciscus-Xaveriuskerk in Mechelen tekende, vandaag Sint-Pieters-en-Pauluskerk geheten.

## Leven
Losson was de zoon van de Antwerpenaars Anthonis Losson senior en Maria van Breusegem. Net als zijn twee oudere broers Jan Baptist en Andreas ging hij bij de jezuïeten. Hun moeder was weduwe en kwam financieel over de brug voor de sociëteit. Ze stelde fondsen beschikbaar voor een tweede jezuïetenkerk in Antwerpen naast de Sint-Carolus Borromeuskerk, maar door verzet van het stadsbestuur en het kapittel werd dit project afgeblazen. In de jaren 1660 had de Belgo-Vlaamse tak van de sociëteit grote schulden en was Maria van Breusegem bij de gulle sponsors. Na haar dood werd haar fonds voor de Antwerpse kerk door de gebroeders Antoon en Andreas gebruikt om de bouw van een jezuïetenkerk in Mechelen te bekostigen. 
Antoon Losson stond in voor het ontwerp en werd daarin geholpen door de meer ervaren Willem van Hees. De broers legden mee de eerste steen in 1670. Het concept was gebaseerd op de nu verdwenen jezuïetenkerk van Ieper, die zelf terugging op de Saint-Loupkerk van Namen en de Sint-Walburgakerk van Brugge. De gevel was dan weer geïnspireerd op de Brusselse jezuïetenkerk van Jacques Francart. Het meest originele element is de topgevel, maar de afwerking daarvan dateert van 1709 en week af van Lossons plannen. De kerk werd in gebruik genomen in 1677 en het volgende jaar stierf Losson.